# مالفا
مالفا (بالإيطالية: Malfa)‏ هي بلدية في مقاطعة ميسينا في صقلية الإيطالية.

## السكان
في سنة 1861 بلغ عدد السكان 2٬159 نسمة، وتطور العدد ليصل في سنة 2011 لـ 988 نسمة.
يظهر هذا المخطط البياني تطور النمو السكاني لـ مالفا